# Imran Mohamed
Imran Mohamed, né le 18 décembre 1980 à Mahibadhoo aux Maldives, est un footballeur international maldivien. Il évolue au poste de gardien de but et joue actuellement au Maziya S&RC.
Il est le joueur maldivien le plus sélectionné en équipe nationale avec 83 sélections.

## Biographie

### Sélection
Imran Mohamed joue son premier match en équipe nationale le 15 février 2000 lors d'un match amical contre la Malaisie (défaite 2-0). Il participe à l'AFC Challenge Cup en 2012 et 2014.
Au total, il compte 83 sélections et 0 but en équipe des Maldives depuis 2000.

## Palmarès

### En club
- Victory SC :
  - Champion des Maldives en 2005, 2006 et 2009
  - Vainqueur de la Coupe des Maldives en 2009

- VB Sports :
  - Champion des Maldives en 2010 et 2011
  - Vainqueur de la Coupe des Maldives en 2011

- New Radiant :
  - Champion des Maldives en 2012, 2013 et 2014
  - Vainqueur de la Coupe des Maldives en 2013

### En sélection nationale
- Vainqueur du Championnat d'Asie du Sud en 2008
- Finaliste du Championnat d'Asie du Sud en 2003 et 2009